# Convención sobre el Estatuto de los Refugiados

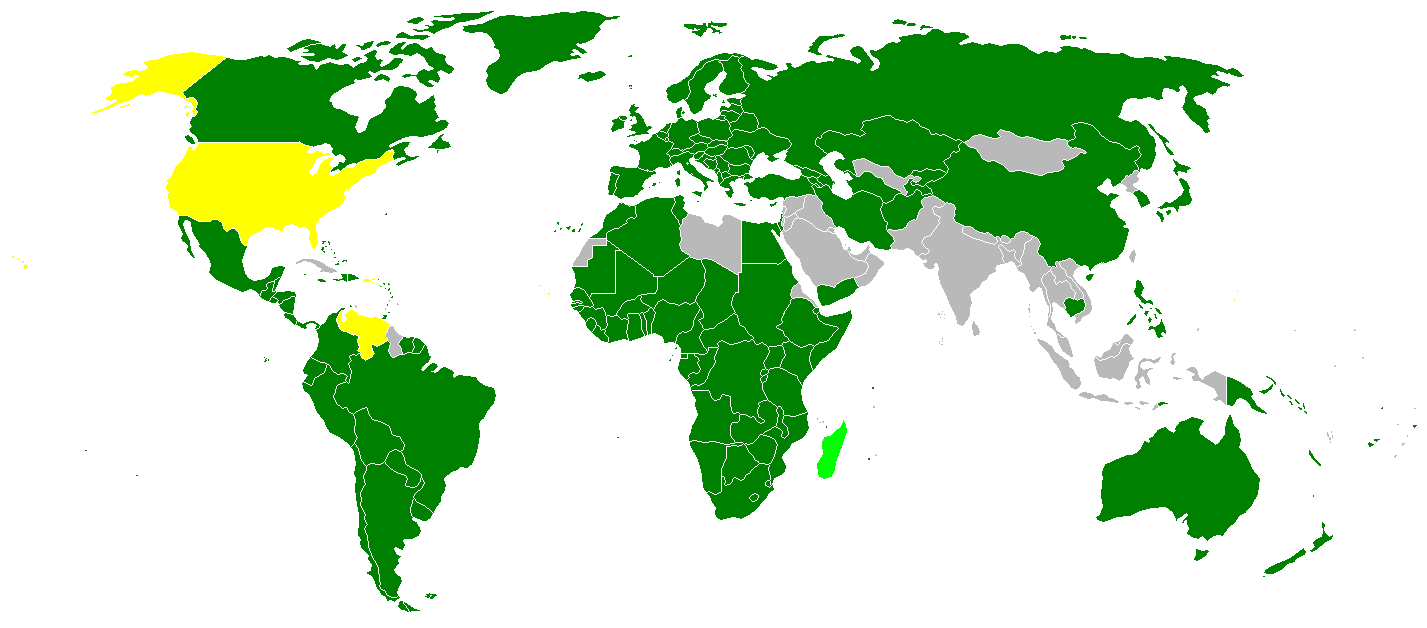
Estados parte en la convención relacionada con el estatus de refugiados: Los estados parte solamente en la convención de 1951 aparecen en verde claro, los estados parte solamente en el protocolo de 1967 en amarillo, los estados parte en ambos en verde oscuro, y los no-miembros en gris.

La Convención relacionada con el estatus de refugiados de las Naciones Unidas es una convención internacional que define quién es un refugiado, y decide las reglas de los individuos a los que se les garantiza el asilo y las responsabilidades de las naciones que garantizan el asilo. La convención también decide qué personas no se consideran como refugiadas, tales como criminales de guerra. La Convención también asegura (prevé) principio de no devolución y algunos viajes sin visado para los que portan documentos de viaje, conforme a la convención.

## Historia
La convención fue aprobada durante una conferencia especial de las Naciones Unidas el 28 de julio de 1951. Esta fue inicialmente limitada para proteger a refugiados europeos después de la Segunda Guerra Mundial, pero el Protocolo sobre el Estatuto de los Refugiados de 1967 modificó las restricciones geográficas y tiempo, expandiendo el alcance de la convención. Como la convención fue aprobada en Ginebra, a veces se refieren a esta convención como la "convención de Ginebra", aunque esta no es una de las convenciones de Ginebra que tratan expresamente con el comportamiento aceptable en tiempos de guerra.
Dinamarca fue el primer estado en ratificar el tratado (el 4 de diciembre de 1952) y ahora hay 147 signatarios para los dos, la convención y el protocolo.

## Definición de un refugiado
El Artículo 1 de la convención enmendado por el Protocolo de 1967 provee la definición de refugiado:

«Una persona que, debido a un miedo fundado de ser perseguido por razones de raza, religión, nacionalidad, membresía de un grupo social o de opinión política en particular, se encuentra fuera de su país de nacimiento y es incapaz, o, debido a tal miedo, no está dispuesto a servirse de la protección de aquel país; o de quien, por no tener nacionalidad y estar fuera del país de su antigua residencia habitual como resultado de tales eventos, es incapaz, debido a tal miedo, de estar dispuesto a volver a éste.»